# Jess Lourey
Jess Lourey, née en 1970, est une romancière américaine, auteure de roman policier.

## Œuvre

### Romans

#### SérieMira James
- May Day (2006)
  - Jour de mai, Varennes (2008)  (ISBN 978-2-89565-685-2)
- June Bug (2007)
  - Potins de juin, Varennes (2009)  (ISBN 978-2-89565-686-9)
- Knee High by the Fourth of July (2007)
- August Moon (2008)
- September Fair (2009) autre titre September Mourn (2009)
- October Fest (2011)
- November Hunt (2012)
- December Dread (2012)
- January Thaw (2014)
- February Fever (2015)
- March of Crime (2017)
- April Fools (2019)
- Monday Is Murder (2022) (court roman)

#### SérieSalem Wiley
- Salem’s Cipher (2016)
- Mercy’s Chase (2018)

#### The Toadhouse trilogy
- The Toadhouse Trilogy: Book One (2012)

#### SérieVan Reed et Harry Steinbeck
- The Taken Ones (2023)

#### Autres romans
- The Catalain Book of Secrets (2018)
- Unspeakable Things (2020)
- Bloodline (2021)
- Litani (2021)
- The Quarry Girls (2022)

### Littérature d'enfance et de jeunesse
- Leave My Book Alone! (2021)

### Fantasy
- The Savages of Underrock signé Albert Lea (2014)

### Nouvelles
- Beauty Is in the Eye of the Newt (2014)
- Give Her a Hand (2014)
- The Paper Frog (2014)
- Death by Potato Salad (2014)
- The Adventure of the First Problem (2016)
- He's Not Dead Yet (2016)
- Catch Her in a Lie (2022)

### Autre ouvrage
- Rewrite Your Life: Discover Your Truth Through the Healing Power of Fiction (2017) (signé  Jessica Lourey)

## Prix et distinctions

### Prix
- Prix Anthony 2021 du meilleur livre de poche original pour Unspeakable Things[1]
- Prix Thriller 2022 pour Bloodline[2]
- Prix Anthony 2022 du meilleur livre de poche original pour Bloodline[1]
- Prix Anthony 2023 du meilleur livre de poche original pour The Quarry Girls[1]

### Nominations
- Prix Lefty 2008 pour Knee High by the Fourth of July[3]
- Prix Lefty 2012 pour October Fest[3]
- Prix Lefty 2013 pour December Dread[3]
- Prix Lefty 2015 pour January Thaw[3]
- Prix Lefty 2016 pour February Fever[3]
- Prix Anthony 2017 du meilleur livre de poche original pour Salem’s Cipher[1]
- Prix Agatha 2017 du meilleur ouvrage non fictionnel pour Rewrite Your Life: Discover Your Truth Through the Healing Power of Fiction[4]
- Prix Anthony 2018 du meilleur ouvrage non fictionnel pour Rewrite Your Life: Discover Your Truth Through the Healing Power of Fiction[1]
- Prix Edgar-Allan-Poe 2021 du meilleur livre de poche original pour Unspeakable Things[5]
- Prix Edgar-Allan-Poe 2024 du meilleur livre de poche original pour The Taken Ones [5]
- Prix Anthony 2024 du meilleur livre de poche original pour The Taken Ones[1]